# زوسيا ماميت
زوسيا راسل ماميت (بالإنجليزية: Zosia Russell Mamet)‏ هي ممثلة وموسيقية أمريكية ولدت في يوم 2 فبراير 1988 في بلدة راندولف في الولايات المتحدة، مثلت في عدة مسلسلات منها مسلسل ماد من ويونايتد ستايتس أوف تارا بارينتهود وفتيات.

## وصلات خارجية
- زوسيا ماميت على موقع IMDb (الإنجليزية)
- زوسيا ماميت على موقع ألو سيني (الفرنسية)
- زوسيا ماميت على موقع ميوزك برينز (الإنجليزية)
- زوسيا ماميت على موقع أول موفي (الإنجليزية)
- زوسيا ماميت على موقع قاعدة بيانات الأفلام السويدية (السويدية)
- زوسيا ماميت على موقع إن إن دي بي (الإنجليزية)
- زوسيا ماميت على موقع قاعدة بيانات الفيلم (الإنجليزية)
- زوسيا ماميت على موقع كينوبويسك (الروسية)

- زوسيا ماميه على قاعدة بيانات الأفلام على الإنترنت
- موقع زوسيا ماميه